# VAW-125
L'Airborne Command & Control Squadron 125 (VAW-125), noto come "Torch Bearers" o "Tigertails", è uno squadrone di sorveglianza aerea della Marina degli Stati Uniti, fondato il 1º ottobre 1968 presso la Naval Air Station Norfolk. Lo squadrone è equipaggiato con l'E-2 Hawkeye. 

## Storia
Lo squadrone venne attivato il primo ottobre 1968 e inquadrato nel Carrier Air Wing Three (CVW-3), a sua volta imbarcato sulla USS Saratoga.

### Anni '70

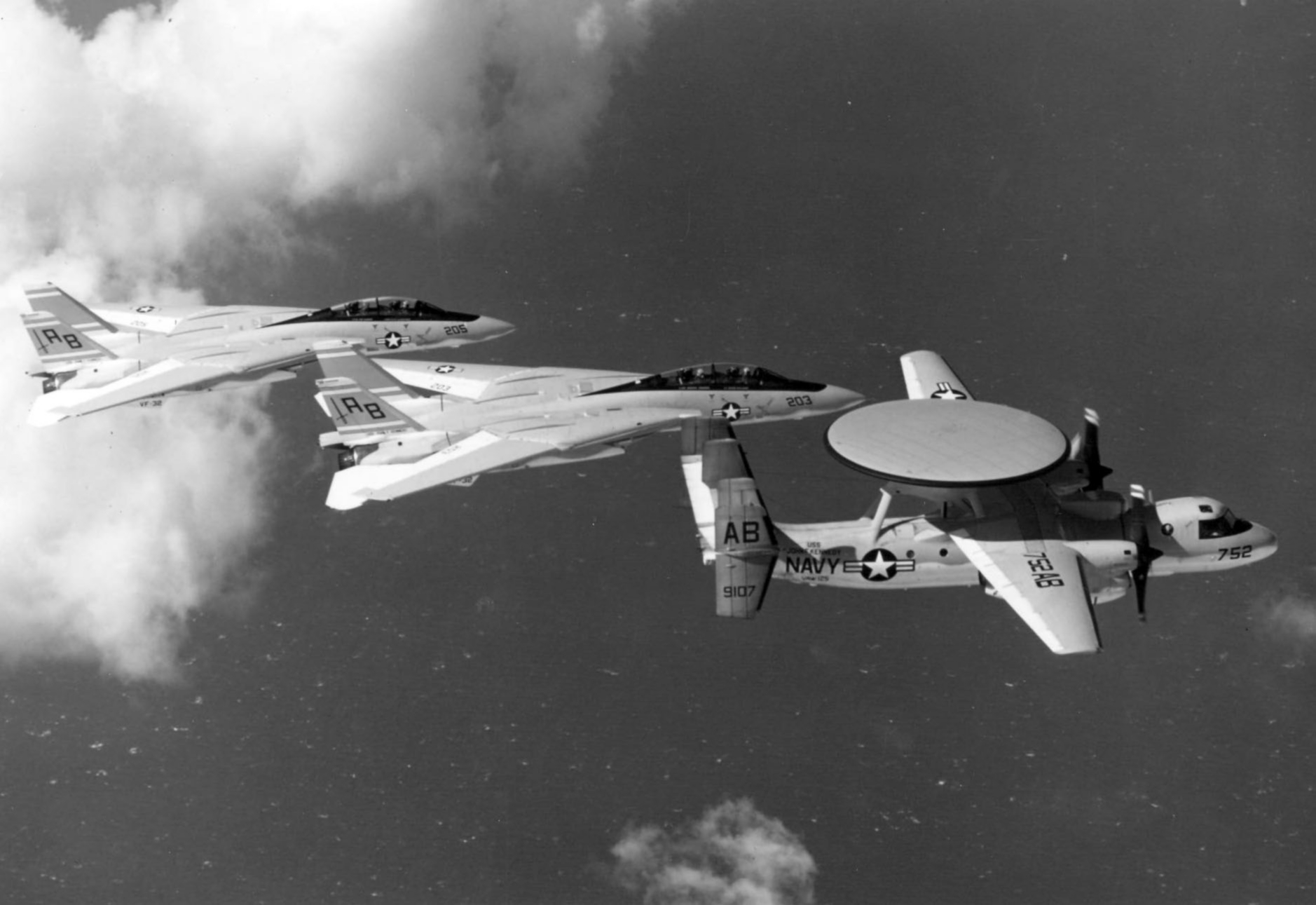
Due F-14A-75-GR Tomcat del VF-32 e un E-2C Hawkeye del VAW-125, 1975.

Nel dicembre del 1976, il vice ammiraglio Howard E. Greer, COMNAVAIRLANT, consegnò al VAW-125 il COMNAVAIRLANT Battle "E" per la prontezza, il CINCLANTFLT "Golden Anchor" Award per il mantenimento della carriera e il CNO Safety "S" Award. Il VAW-125 fu la prima unità della Marina a vincere tutti e tre i più importanti premi della marina nello stesso anno.
Il 14 gennaio 1978 lo squadrone subì la perdita di un aereo (BuNo 159107) e la morte di tre aviatori. Nel giugno dello stesso anno, il VAW-125 portò in mare per la prima volta il più recente aggiornamento del sistema d'arma dell'E-2C, l'Advanced Radar Processing System (ARPS). Lo squadrone fu poi assegnato al Carrier Air Wing Seventeen (CVW-17) nel novembre del 1979, con lo squadrone che fece il suo ottavo schieramento nel Mar Mediterraneo, questa volta a bordo della USS Forrestal.

### Anni '80

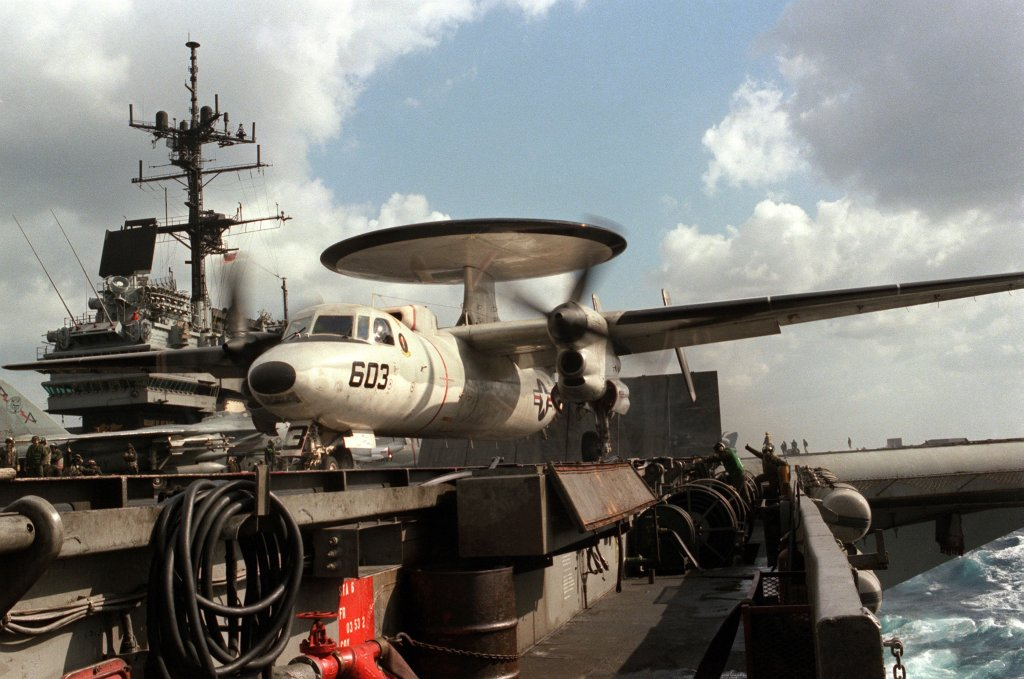
Un E-2C del VAW-125 in fase di lancio dalla USS Saratoga nel 1986.

Mentre era schierato nell'agosto 1981, il VAW-125 partecipò alle operazioni per la libertà di navigazione (FON) e all'esercitazione missilistica in oceano aperto (OOM) nel Mar Mediterraneo centrale e nel Golfo della Sirte, durante la quale due MiG libici furono distrutti dopo aver attaccato gli aerei del Battle Group. Al ritorno dallo schieramento, lo squadrone fornì servizi di controllo della portata per il secondo lancio dello Space Shuttle della NASA, STS-2, e servizi di rilevamento e monitoraggio nel primo incarico antidroga dell'E-2C, l'operazione Thunderbolt.
Il'8 giugno 1982 lo squadrone, sotto il comando del CDR Charles "Chuck" Saffell, si imbarcò con il CVW-17 sulla USS Forrestal, schierandosi nel Mar Mediterraneo e nell'Oceano Indiano. Il VAW-125 condusse operazioni di volo nel Mediterraneo occidentale il 24 giugno con aerei di altri quattro stormi aerei imbarcati nell'Operazione Daily Double, la prima volta che quattro portaerei statunitensi operarono simultaneamente nel Mediterraneo (USS Forrestal, USS Independence, USS America e USS John F. Kennedy). Dopo l'esercitazione, il VAW-125 e la USS Forrestal si diressero nel Mediterraneo orientale supportando le operazioni degli Stati Uniti e delle Nazioni Unite in Libano, per le quali i marinai e i marines della Forrestal e dei gruppi da battaglia della USS Independence ricevettero la medaglia di spedizione della Marina. Durante questo periodo, i marinai del VAW-125 effettuarono scali a Napoli e a Benidorm, in Spagna. Il 12 settembre, lo squadrone e la Forrestal transitarono nel Canale di Suez e operarono nel Mar Arabico settentrionale per 33 giorni, tornando nel Mediterraneo il 17 ottobre ed effettuando un ultimo scalo ad Alessandria d'Egitto. Il VAW-125 tornò quindi nelle acque al largo del Libano per il suo ultimo periodo di linea, prima di tornare negli Stati Uniti il 16 novembre 1982.
Nel 1983, il VAW-125 e CVW-17 si trasferirono sulla USS Saratoga, supportando la portaerei mentre conduceva una serie di esercitazioni al largo della costa orientale degli Stati Uniti. Il 2 aprile 1984 lo squadrone venne schierato, sotto il comando del CDR John Ogle, nel Mar Mediterraneo sempre a bordo della USS Saratoga. Durante questo dispiegamento i marinai del VAW-125 effettuarono scali portuali a Napoli; Barcellona, Benidorm, Malaga e Palma di Maiorca, Spagna; Tolone, Francia; e Tunisi, Tunisia. Lo squadrone, dal 19 al 20 ottobre 1984, tornò alla base navale di Norfolk.
Durante uno schieramento di routine nell'ottobre del 1985, lo squadrone assistette all'intercettazione riuscita dell'aereo di linea egiziano che trasportava i dirottatori della nave da crociera italiana, la MS Achille Lauro. L'equipaggio dello squadrone parlò direttamente con i dirottatori, convincendoli che le comunicazioni provenivano dai due F-14 del VF-103 E del VF-74 sulla loro ala e convincendo l'aereo di linea a dirottare sulla base aerea di Sigonella, in Sicilia.
Da gennaio a marzo 1986, lo squadrone partecipò alle operazioni di "Libertà di navigazione" al largo delle coste libiche, che si intensificarono a seguito dell'Operazione Attain Document nel marzo dello stesso anno. Nell'agosto del 1988, lo squadrone si schierò a bordo della USS Independence per un dispiegamento "Around the Horn" a San Diego, in California.

### Anni '90
Nell'agosto del 1990, il CVW-17, a bordo della USS Saratoga, rispose all'invasione del Kuwait schierandosi nel Mar Rosso. Gli E-2C del VAW-125 e del VAW-126 volavano 24 ore su 24 mentre continuava il rafforzamento delle forze dell'operazione Desert Shield. Il VAW-125 volò per oltre 890 ore di combattimento controllando gli attacchi su obiettivi iracheni fornendo al contempo copertura AEW al Red Sea Battle Group. Durante un attacco del 17 gennaio 1991, l'equipaggio dello squadrone rilevò due MiG-21 iracheni che minacciavano il gruppo d'attacco. I controllori trasportarono due F/A-18 del VFA-81 verso i MiG che registrarono le uniche uccisioni aria-aria ad ala fissa della Marina nell'operazione Desert Storm.
Nel gennaio del 1994, lo squadrone si schierò a bordo della Saratoga in previsione del suo ultimo dispiegamento prima della radiazione. Durante lo schieramento, lo squadrone si unì alle forze NATO che volavano a sostegno delle operazioni Deny Flight e Provide Promise. Il VAW-125 condusse test operativi della più recente suite di comunicazione satellitare Mini-DAMA della Marina, utilizzando questo nuovo sistema, lo squadrone, per la prima volta, funzionò come un centro di comando e controllo sul campo di battaglia aviotrasportato (ABCCC). Con lo smantellamento della USS Saratoga, il VAW-125 e il CVW-17 furono schierati a bordo della USS Enterprise. Dopo aver completato un incarico antidroga di due mesi presso NS Roosevelt Roads, lo squadrone si schierò nel Mar Mediterraneo a bordo della Enterprise nel giugno 1996. A luglio, lo squadrone si unì nuovamente alle forze NATO presenti nell'ex Jugoslavia, questa volta a sostegno dell'operazione Joint Endeavor. Nel settembre, la USS Enterprise si mosse per rispondere alle crescenti tensioni nell'Asia sudoccidentale, sostenendo l'operazione Southern Watch nei successivi tre mesi. I piloti dello squadrone ottennero il premio CVW-17 "Top Hook" per le prestazioni di atterraggio della portaerei e allo squadrone ricevette, per i suoi risultati nel 1996, il COMNAVAIRLANT Battle Efficiency Award, il CNO Safety Award e l'AEW Excellence Award.

### Anni 2000

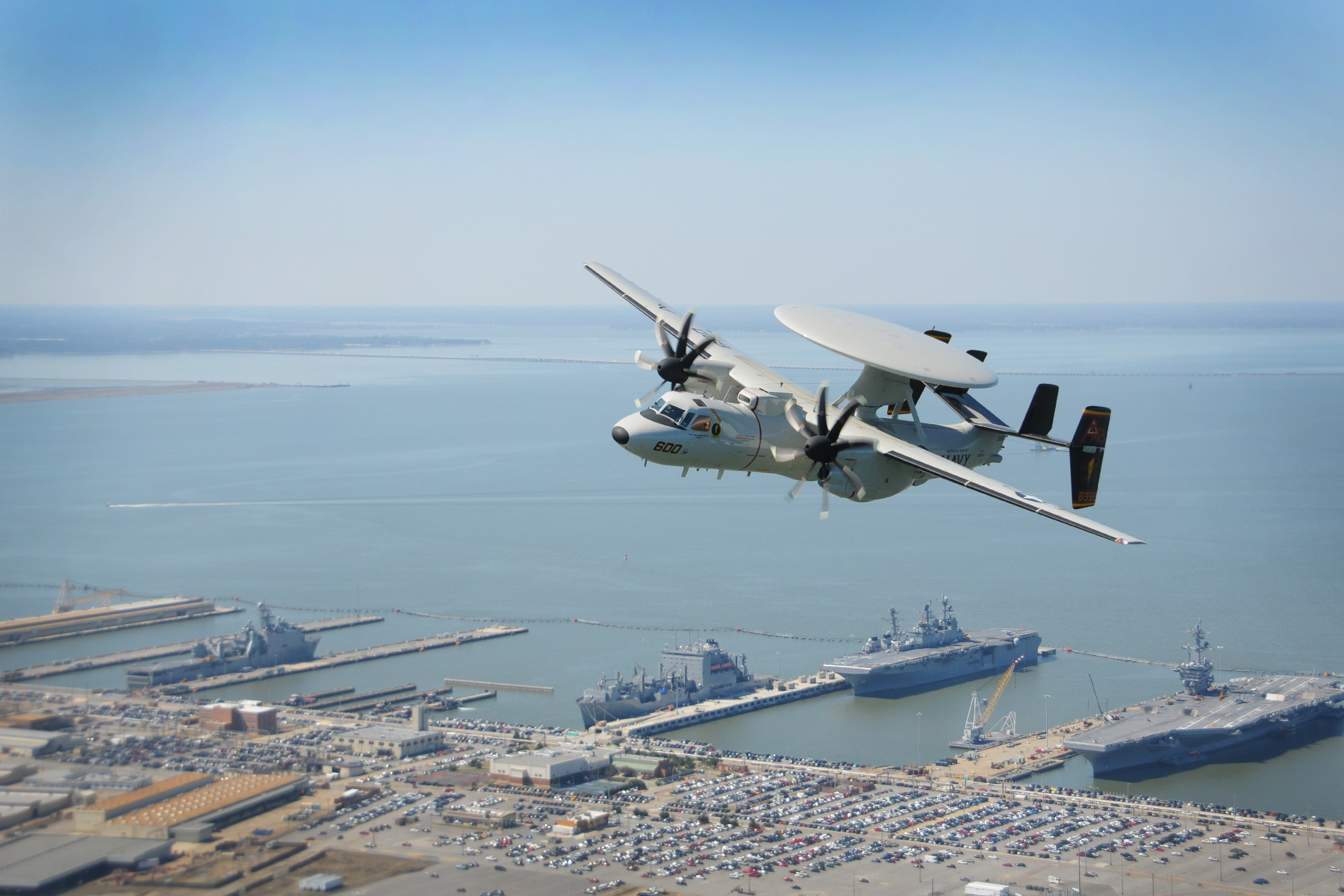
Un E-2D Hawkeye del VAW-125 sorvola NAS Norfolk.

Nel giro di poche ore dagli attacchi dell'11 settembre, il personale dello squadrone fu imbarcato in mare, lasciando la NS Norfolk per schierarsi sulla USS George Washington per sostenere l'operazione Noble Eagle. Gli aerei dello squadrone effettuarono numerose missioni di comando e controllo nelle vicinanze di New York City nei giorni successivi agli attacchi mentre il traffico aereo commerciale riprendeva lentamente. Durante questo dispiegamento, lo squadrone superò il traguardo di 32 anni di Classe "A" senza incidenti con oltre 64.000 ore di volo.
Nell'aprile del 2003, lo squadrone diventò il primo squadrone della costa orientale a passare all'E-2C Hawkeye 2000, che vantava sistemi elettrici e del ciclo del vapore migliorati, computer di missione e stazioni di visualizzazione e capacità di impegno cooperativo (CEC). Lo squadrone ha partecipato alla valutazione operativa del nodo aereo AN/USG-3 del sistema di fusione dei sensori CEC net-centrico della Marina.
Mentre era schierato a bordo della USS Dwight D. Eisenhower nel Golfo Persico centrale, nel Mar Arabico settentrionale e nell'Oceano Indiano occidentale, il VAW-125 svolse un ruolo nella guerra al terrorismo degli Stati Uniti, nell'operazione Enduring Freedom e nelle operazioni al largo delle coste della Somalia.

### Anni 2010

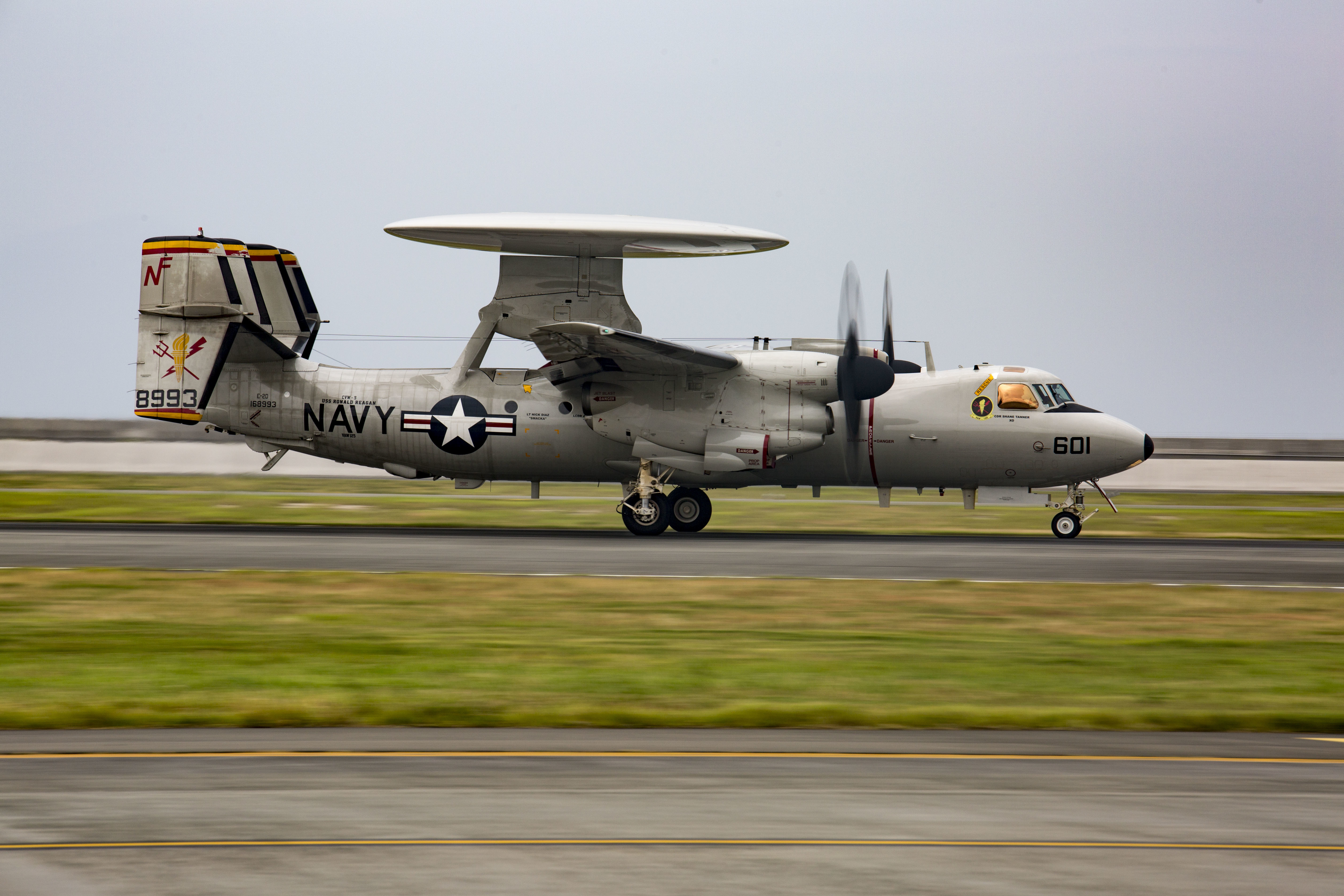
Un E-2D Hawkeye del VAW-125 atterra all'MCAS Iwakuni il 9 agosto 2017.

Nel gennaio 2010, lo squadrone venne schierato presso la base navale di Guantanamo Bay, a Cuba, a sostegno dell'operazione Unified Response che fornì assistenza umanitaria in seguito al terremoto di Haiti del 2010. Lo squadrone effettuò missioni per fornire relè di comunicazione, comando e controllo e servizi radar generali aviotrasportati consentendo alle forze a galla e a terra di distribuire migliaia di tonnellate di razioni, acqua e forniture mediche. Lo squadrone si unì quindi alla USS Carl Vinson nel suo viaggio intorno al Sud America mentre tornava da Norfolk al suo porto di origine a San Diego.
Nel marzo del 2015, lo squadrone partì con la USS Theodore Roosevelt in Medio Oriente come parte del primo dispiegamento del Naval Integrated Fire Control-Counter Air (NIFC-CA) Carrier Strike Group.
Il 2 febbraio 2017, il VAW-125 arrivò alla base aerea del Corpo dei Marines di Iwakuni, in Giappone. Lo squadrone sostituì il VAW-115 nella Carrier Air Wing Five a bordo della portaerei USS Ronald Reagan. Lo squadrone e il CWG-5 effettuò il suo primo schieramento a bordo della Ronald Reagan dal 16 maggio al 9 agosto 2017.

## Dispiegamenti
Lista dei dispiegamenti eseguiti dal VAW-125:
| Portaerei                | Air Wing | Date di dispiegamento                            |
| ------------------------ | -------- | ------------------------------------------------ |
| USS Saratoga             | CVW-3    | 3 schieramenti tra marzo 1969 e gennaio 1970     |
| USS John F. Kennedy      | CVW-1    | 9 schieramenti tra settembre 1970 e agosto 1977  |
| USS Dwight D. Eisenhower | CVW-1    | Novembre 1977 – dicembre 1977                    |
| USS John F. Kennedy      | CVW-1    | Giugno 1978 – agosto 1978                        |
| USS Forrestal            | CVW-17   | 3 schieramenti tra novembre 1979 e novembre 1982 |
| USS Saratoga             | CVW-17   | 3 schieramenti tra aprile 1984 e novembre 1992   |
| USS Constellation        | CVW-17   | Marzo 1993 – aprile 1993                         |
| USS Saratoga             | CVW-17   | Gennaio 1994 – giugno 1994                       |
| USS Enterprise           | CVW-17   | 2 schieramenti tra febbraio 1996 e dicembre 1996 |
| USS Dwight D. Eisenhower | CVW-17   | Giugno 1998 – dicembre 1998                      |
| USS George Washington    | CVW-17   | 2 schieramenti tra giugno 2000 e dicembre 2002   |
| USS John F. Kennedy      | CVW-17   | Giugno 2004 – dicembre 2004                      |
| USS Dwight D. Eisenhower | CVW-7    | Ottobre 2006 – maggio 2007                       |
| USS Carl Vinson          | CVW-17   | 3 schieramenti tra febbraio 2010 e maggio 2012   |
| USS Theodore Roosevelt   | CVW-1    | Marzo 2015 – febbraio 2017                       |
| USS Ronald Reagan        | CVW-5    | 2 febbraio 2017 – presente?                      |

## Riconoscimenti
|                                                         |  |                                                         |  |                             |
| Bronze star · Bronze star · Template:Ribbon devices/alt |  | Silver star · Bronze star · Template:Ribbon devices/alt |  | Template:Ribbon devices/alt |
| Bronze star · Template:Ribbon devices/alt               |  | Template:Ribbon devices/alt                             |  | Template:Ribbon devices/alt |
| Bronze star · Bronze star · Template:Ribbon devices/alt |  |                                                         |  |                             |